# 龙亭区

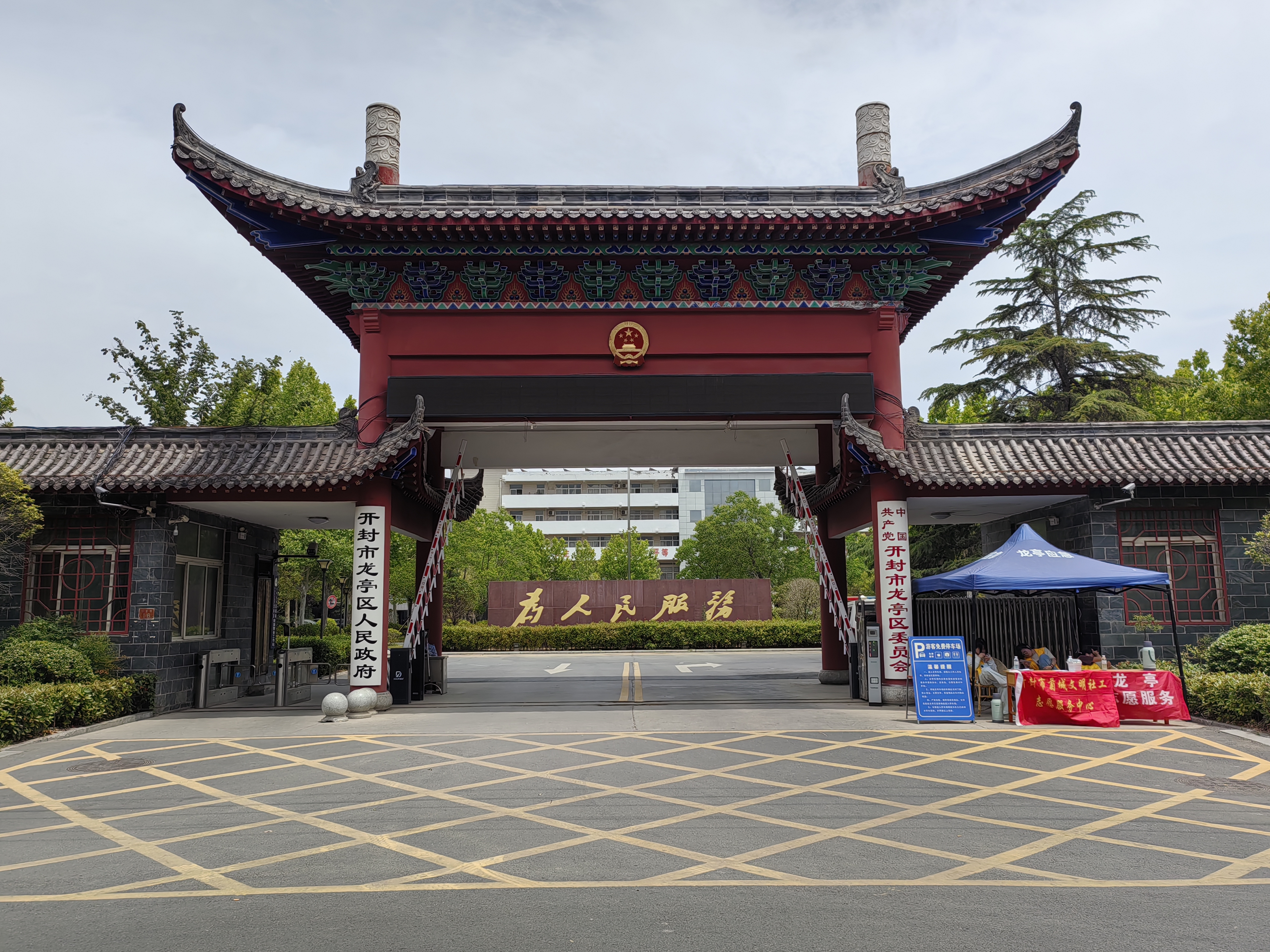
龙亭区人民政府

龙亭区是中华人民共和国河南省开封市西北部的一个市辖区。面积345平方公里。
2014年，国务院关于同意河南省调整开封市部分行政区划的批复（国函〔2014〕121号）中批复将原龙亭区和金明区合并为新的龙亭区，区人民政府驻午朝门街道体育路16号，总人口约39万人。

## 行政区划
龙亭区下辖10个街道办事处、3个乡：
北书店街道、午朝门街道、大兴街道、北道门街道、城西街道、梁苑街道、金明池街道、西湖街道、杏花营街道、金耀街道、北郊乡、柳园口乡和水稻乡。

## 人口民族
2020年末，根據第七次全國人口普查，龍亭區常住人口156245人，男性人口占比48.46%，女性人口占比51.54%，年齡結構中0-14歲佔比17.51%，15-59歲佔比62.46%，60歲以上佔比20.02%，65歲以上佔比14.09%。
截至2014年，龍亭區少數民族成份有8個：回族、滿族、蒙古族、朝鮮族、侗族、東鄉族、苗族、壯族。